# السجل الدولي للأنواع البحرية
إن السجل الدولي للأنواع البحرية (WoRMS) هو قاعدة بيانات تهدف إلى تقديم قائمة موثوقة وشاملة بأسماء الكائنات البحرية. ويقوم اختصاصيون علميون في كل مجموعة من الكائنات بتحرير محتوى السجل والحفاظ عليه. ويتحكم علماء التصنيف هؤلاء في جودة المعلومات التي تُجمع من مختلف قواعد البيانات الإقليمية المتخصصة في التصنيف. ويحتفظ السجل بأسماء صحيحة لجميع الكائنات البحرية، بيد أنه يوفر أيضًا معلومات عن المرادفات وأسماء غير صحيحة. إن مهمة حفظ السجل مهمة مستمرة حيث يكتشف العلماء باستمرار أنواع جديدة ويقدمون أوصافًا لها. أضف إلى ذلك، أنه يتم غالبًا تصحيح مصطلحات وتصنيف الأنواع الموجودة أو يتم تغييرها حيث يتم باستمرار نشر أبحاث جديدة.
تم إنشاء السجل الدولي للأنواع البحرية عام 2008. ويحصل على تمويله بصورة أساسية من الاتحاد الأوروبي ويستضيف مقره معهد فلاندرز البحري في أوستند ببلجيكا. ولقد أبرم السجل الدولي للأنواع البحرية اتفاقيات رسمية مع مختلف مشروعات التنوع الحيوي الأخرى، ومن بينها المرفق الدولي لمعلومات التنوع الحيوي وموسوعة الحياة. وصرح السجل عام 2008 أنه يأمل أن يكتمل لديه سجل حديث يضم جميع الأنواع البحرية بحلول عام 2010, وهو العام الذي اكتمل فيه إحصاء الحياة البحرية.
وبدءًا من سبتمبر من عام 2012، اشتمل السجل على إدخالات لـ 214.921 نوعًا من الأنواع البحرية الصحيحة، والتي تم فحص 196,349 نوعًا منها. وهدف السجل أن تكون لديه قائمة لكل نوع لما يقرب من 240 ألف نوع من الأنواع البحرية.

## وصلات خارجية
- World Register of Marine Species